# Anadara auriculata
Anadara auriculata is een tweekleppigensoort uit de familie van de Arcidae, afkomstig van de Indische Oceaan en West-Pacific. De wetenschappelijke naam van de soort werd in 1819 voor het eerst geldig gepubliceerd door Jean-Baptiste de Lamarck.